# Jarich Hoekstra
Jarich Freark Hoekstra (Hitzum, 17 februari 1956 – Kiel, 20 september 2024)  was een Nederlands hoogleraar in de Friese taal- en letterkunde aan de Christian Albrechts-Universiteit in het Duitse Kiel, waar hij zich ook met de diverse Noord-Friese dialecten bezighield die deels op uitsterven staan. 
Van 1981 tot 1999 was Hoekstra verbonden aan de Fryske Akademy. In 1999 werd hij benoemd aan de Christian Albrechts-Universiteit.
Hoekstra heeft daarnaast een aantal boeken en stripverhalen in het Fries vertaald, vaak samen met Harke Bremer. Hij heeft tweemaal gedeeld de dr. Obe Postmapriis gewonnen, in 1987 (niet aanvaard) en in 1996.
Hoekstra werd 68 jaar oud.

## Publicaties
- Hoekstra, Jarich (1997), The syntax of infinitives in Frisian. Ljouwert (proefschrift
- Hoekstra, Jarich (1989) "A note on the typology of te-infinitives in Frisian". North-Western European Language Evolution (NOWELE) 14, 19-51.
- Hoekstra, Jarich (1991) "Expletive der and Resumptive pro in Frisian". Leuvense Bijdragen 80, 61-80.
- Hoekstra, Jarich (1992) "Fering tu-infinitives, North Sea Germanic Syntax and Universal Grammar". In Volkert Faltings, Alastair Walker and Ommo Wilts (eds) Friesische Studien I. NOWELE Supplement vol. 8. Odense University Press, 99-142.
- Hoekstra, Jarich (1994) "Pronouns and Case. On the distribution of Frisian harren and se 'them'". Leuvense Bijdragen 83, 47-65.
- Hoekstra, Jarich (1995) "Preposition Stranding and Resumptivity in West Germanic". In Hubert Haider, Susan Olsen & Sten Vikner (eds) Studies in Comparative Germanic Syntax (= Studies in Natural Language and Linguistic Theory 31). Kluwer, Dordrecht, 95-118.
- Hoekstra, Jarich & Laci Marácz (1989a) "Some implications of I-to-C movement in Frisian". In Hans Bennis & Ans van Kemenade (eds) Linguistics in the Netherlands 1989. Foris, Dordrecht, 81-90.
- Hoekstra, Jarich & Laci Marácz (1989b) "On the position of inflection in West-Germanic". Working Papers in Scandinavian Syntax 44, 75-88.

- Bibsys: 17318
- Bibliothèque nationale de France: cb14540152x (data)
- Digitale Bibliotheek voor de Nederlandse Letteren: hoek018
- Gemeinsame Normdatei: 142358894
- International Standard Name Identifier: 0000 0000 8089 4921
- Library of Congress Control Number: n98098816
- Nationale Bibliotheek van Tsjechië: jx20111024014
- Nationale Bibliotheek van Israël: 987007314429805171
- Nederlandse Thesaurus van Auteursnamen: 074109766
- Système universitaire de documentation: 150996640
- Virtual International Authority File: 10087237
- WorldCat: E39PBJqkbkKD3cfTVkfvXdBMfq